# ヴァイデン - オーバーコツァウ線
ヴァイデン - オーバーコツァウ線（ドイツ語: Bahnstrecke Weiden–Oberkotzau）はバイエルン州オーバープファルツのヴァイデンとオーバーフランケンのオーバーコツァウを結ぶ複線および幹線鉄道で、主要経由地はヴィーザウ、マルクトレドヴィツである。この路線はミュンヘンからライプツィヒおよびドレスデンに至る長距離路線の一部である。

## 歴史

### バイエルン東部鉄道および国有化
1856年4月12日バイエルン国王マクシミリアン2世は王国特認バイエルン東部鉄道株式会社（Königlich privilegierte Actiengesellschaft der bayerischen Ostbahnen, BOB）にレーゲンスブルク - ヴィーザウ - ヴァルトザッセン間の鉄道建設許可を与えた。1864年8月15日にヴァイデン - ヴィーザウ間はヴィーザウ - ヴァルトザッセ間とともに開通された。1865年10月と11月にヴァルトザッセ - エーガー（現在ヘプ）間とホーフ - アシ - エーガー間がそれぞれ開業されて、レーゲンスブルクからホーフまで列車で旅行するのが可能となった。
1876年の国有化以後、王立バイエルン邦有鉄道はニュルンベルク - エーガー線の建設を準備した。1877年から1878年までオーバーコツァウとマルクドレドヴィツが結ばれた。1882年6月1日穴に当たったヴィーザウ - マルクトレドヴィツ間は開業されて、この路線の全通が実現された。
世紀が変わるまでこの路線は単線であった。複線化工事はグローシュラテングリュン駅舎で難関に逢着した。建物が玄武岩部の上に直接建てられ、移転は不可能であった。1900年10月30日、31日に待合室建物が基礎から分離され、4 cm揚げられ、10 m移動された。改築工事の間に駅の営業は大した中止の無しに行われた。

### ドイツ国営鉄道
1939年7月9日にミュンヘン発D25特急列車がマルクトレドヴィッツ駅に延着して制動がうまくなかったので、停止した貨物列車と衝突する事故が発生した。この事故でD25の両機関車と郵便・貨物車が脱線して三つのアーチ高架橋の下へ墜落した。機関士二人と火夫一人が死亡して、火夫一人が重傷を負った。第二次世界大戦が終わるまで、この路線はミュンヘン、ドレスデン、ブレスラウを結ぶ長距離列車の、最も重要な経路であった。

### ドイツ鉄道
2008年2月にバイエルン州は「上フランケン気動車路線網（Dieselnetz Oberfranken）」プロジェクトを公示して、この路線はその路線網に編入された。2012年12月10日にアギリス鉄道がマルクトレドヴィッツ - ホーフ区間の普通列車系統を担当することとなった。

## 沿線概況
列車がヴァイデン駅を出発して、ヴァルトナープ川およびフィヒテルナープ川と平行に走行する。ヴァイデン - マルクトレドヴィツ間にはかつて四つの支線が分岐した。マルクトレドヴィツ駅からこの路線はヘプ方面の鉄道と分岐し、ヴンシーデル・ホーレンブルン駅、ロェスラウ駅、マルクトロイテン駅を経て、フィヒテル山脈の東の地鏡へ伸びる。列車はファッティガウ村からザーレ川に沿って走って、バンベルク - ホーフ線と接続し、オーバーコツァウ駅に到着する。

## 運行形態
ロイト - オーバーコツァウ間はニュルンベルク広域運輸連合（Verkehrsverbund Großraum Nürnberg, VGN）運賃制の適用区間である。
- 快速列車（RE 2）: ミュンヘン - ランツフト - レーゲンスブルク - シュヴァンドルフ - ヴァイデン - ヴィーザウ - マルクトレドヴィツ - ホーフ。120分間隔。アレクス社（alex）運営。使用車両はシーメンスER20機関車のプッシュプル列車。
- 快速列車（RE 31）: ニュルンベルク - ペグニッツ - マルクトレドヴィツ - ホーフ。120分間隔。使用車両はDB612形気動車。
- 普通列車（RB 23）: レーゲンスブルク - シュヴァンドルフ - ナーブブルク - ヴァイデン - アルテンシュタット - ヴィンディシェシェンバッハ - ロイト - ヴィーザウ - ペヒブルン - マルクトレドヴィツ。60分間隔。アレクス系列社のオーバープファルツ鉄道社（Oberpfalzbahn）運営。使用車両はコラディア・リント41。
- 普通列車（RB 97）: バイロイト - キルヒェンライバッハ - マルクトレドヴィツ - ヴンジーデル＝ホーレンブルン - ロェスラウ - マルクトロイテン - キルヒェンラーミツ東駅 - マルティンラーミツ - オーバーコツァウ - ホーフ - バート・シュテーベン。60分間隔。アギリス社運営[8]。使用車両はレギオシャトルRS1。